# Lantau Peak
Lantau Peak (čínsky 鳳凰山, 934 m n. m.) je nejvyšší hora ostrova Lantau v Hongkongu. Je zároveň nejvyšší přístupnou horou Hongkongu, protože o 23 metrů vyšší Tai Mo Shan má nepřístupný vrchol, na kterém je meteorologický radar a také základna čínské armády.

## Přístup

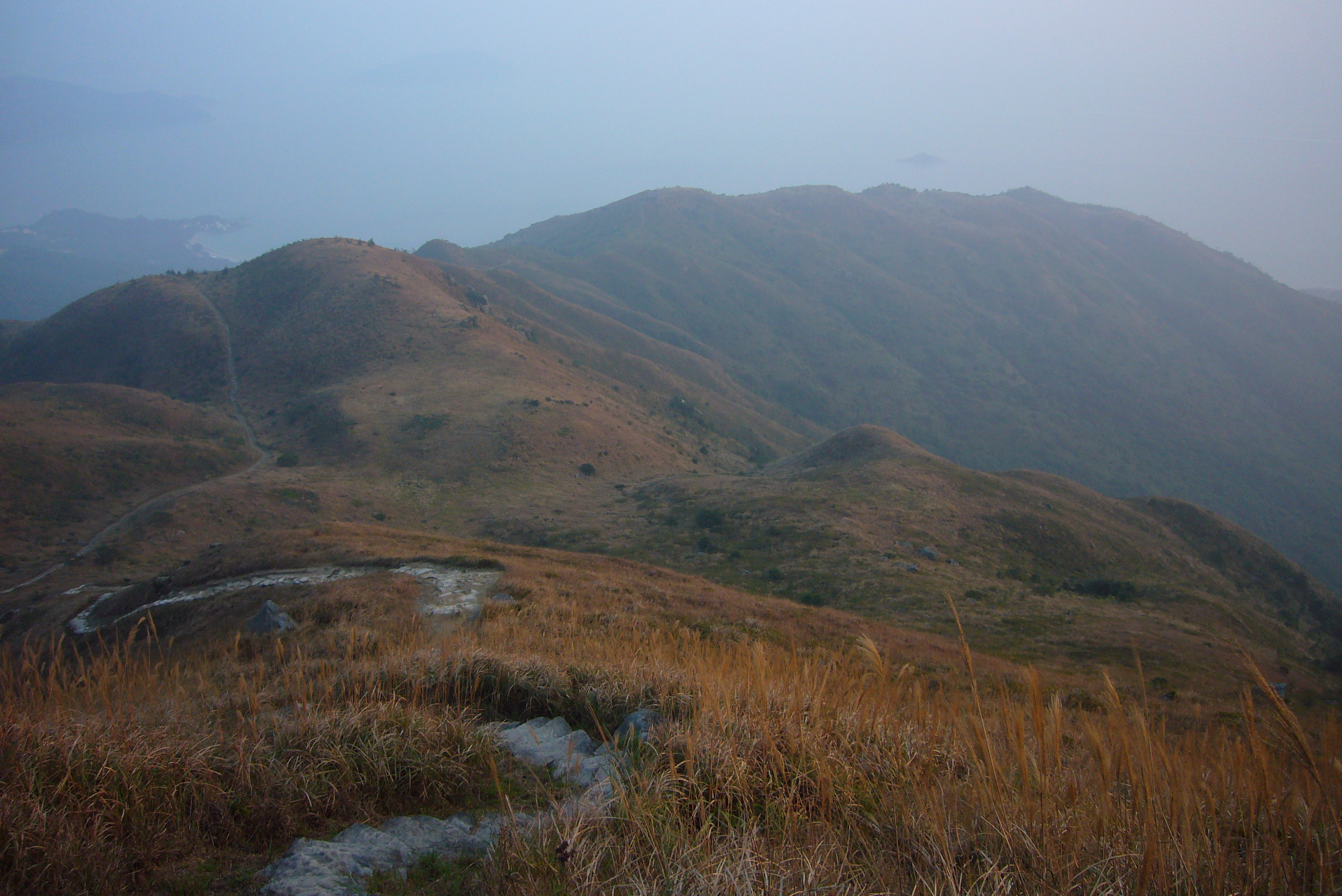
Lantau Trail pod vrcholem

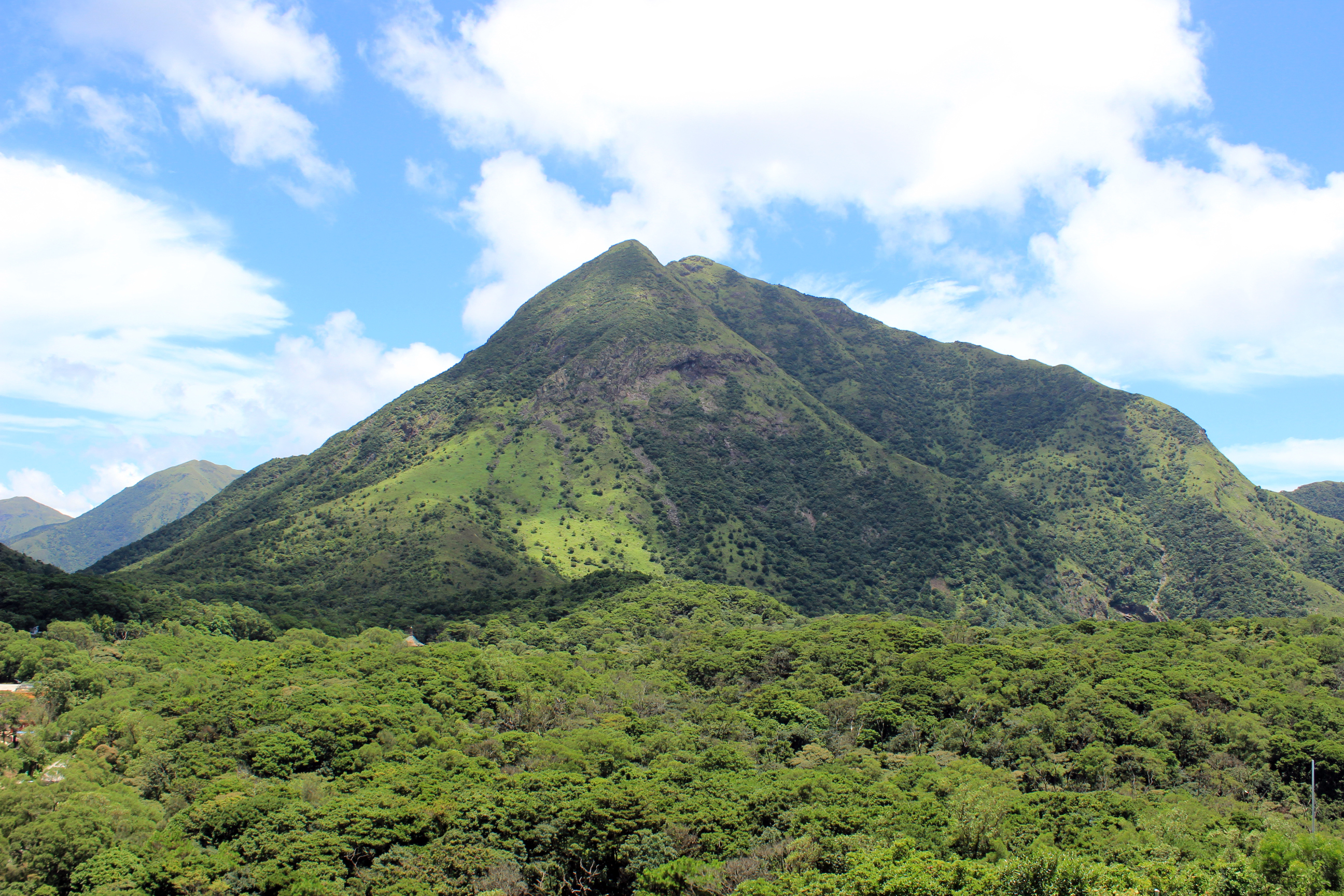
Lantau Peak od sochy Buddhy

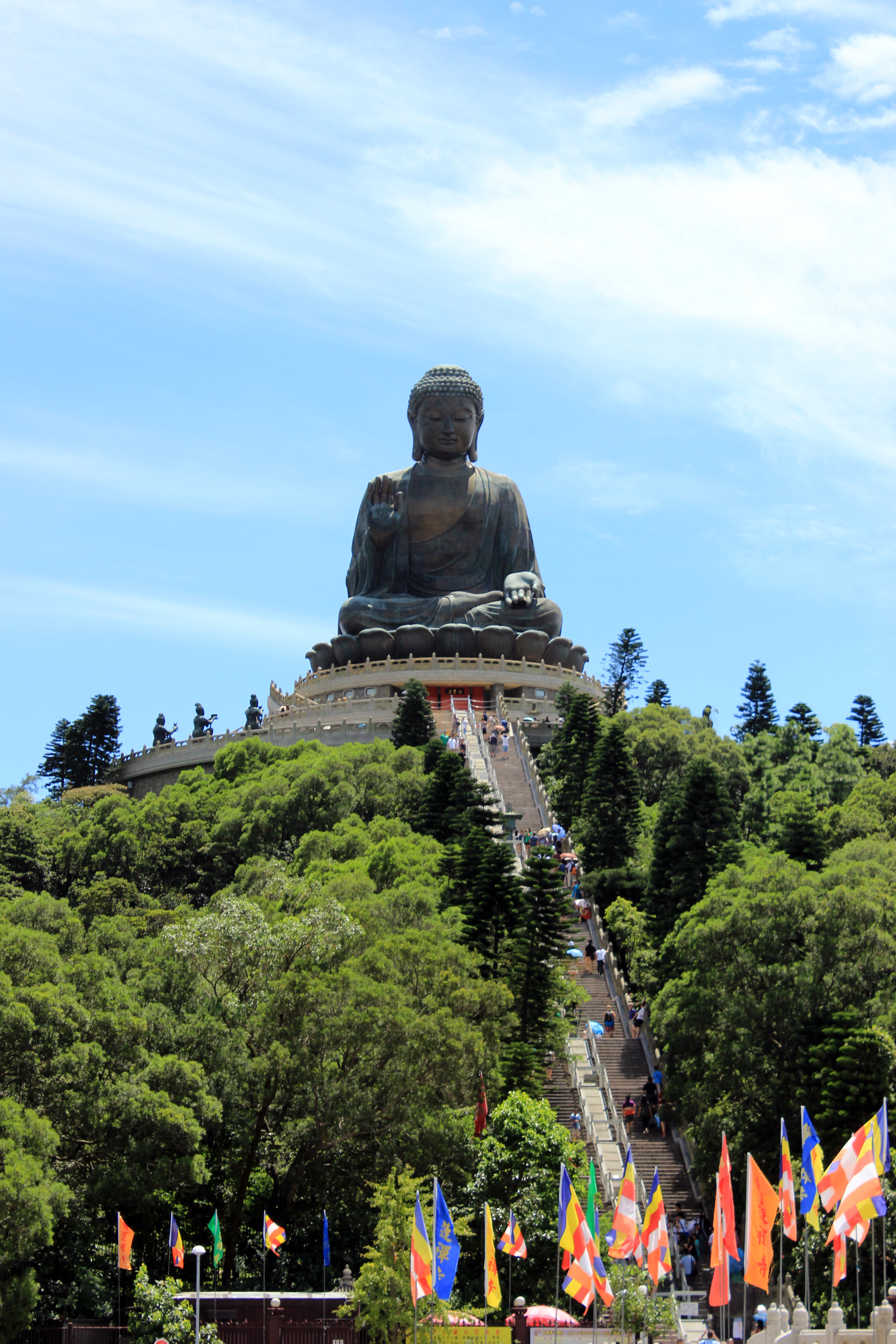
Buddha

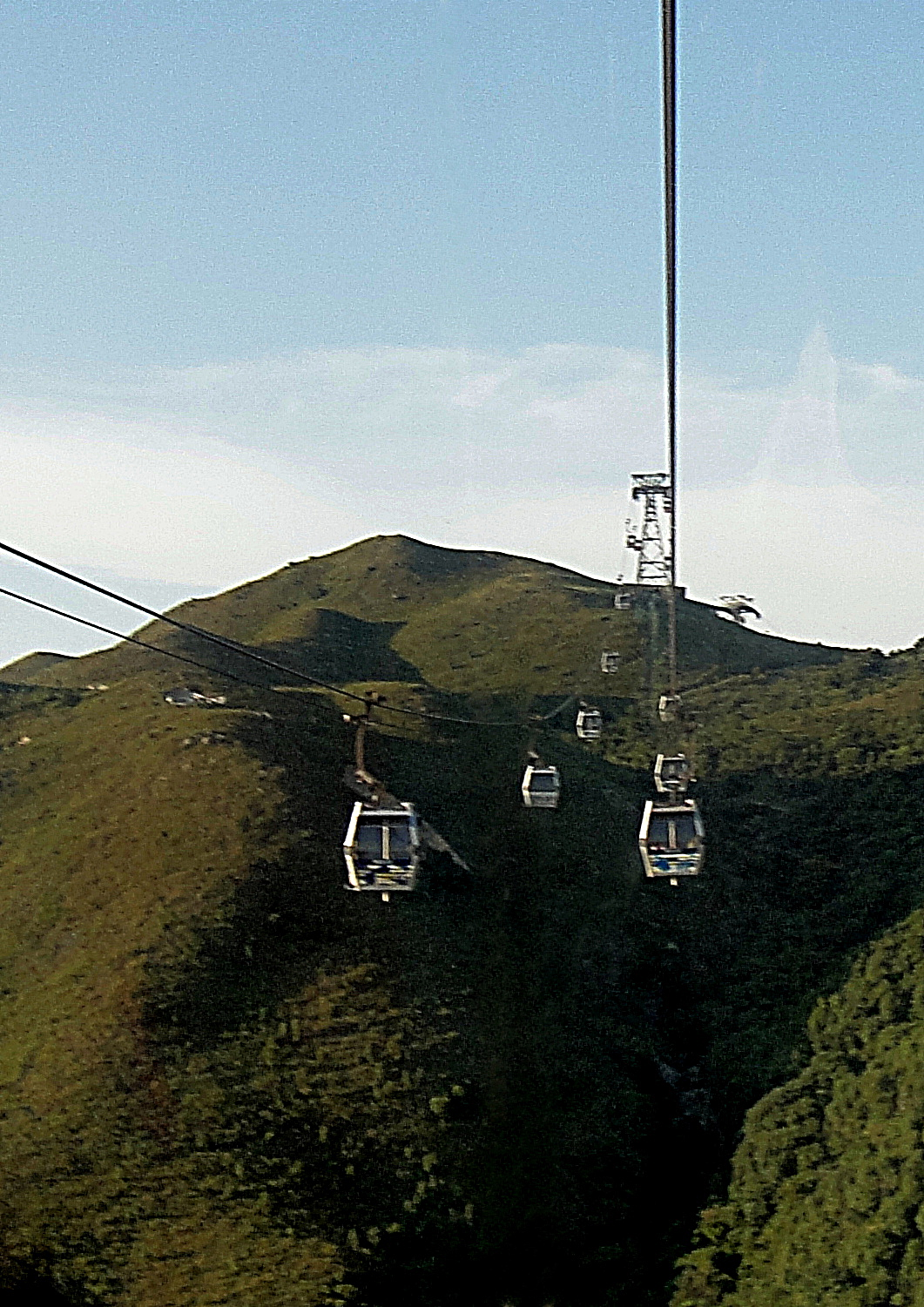
Lanovka

Přes vrchol vede třetí úsek tzv. Lantau Trail, celkem 70 km dlouhé okružní turistické trasy. Tento úsek začíná v sedle Pak Kung Au (přístupné autobusem), vede po hřebenové stezce přes vrchol a končí ve vesnici Ngong Ping (přístupné lanovkou z Tung Chung), kde se mj. nachází i 34 metrů vysoká bronzová socha Tian Tan Buddha, v letech 1993-2000 nejvyšší socha sedícího Buddhy na světě. V Ngong Pingu je také hostel, odkud mnoho turistů vychází ještě před svítáním, aby viděli východ Slunce z vrcholu Lantau Peaku.